# アラン・フーヴァー
アラン・ヘンリー・フーヴァー（Allan Henry Hoover, 1907年7月17日 - 1993年11月4日）は、イギリス生まれのアメリカ合衆国の鉱山技師、牧場主、金融業者である。第31代アメリカ合衆国大統領のハーバート・フーヴァーとその妻ルー・ヘンリーの次男である。

## 生い立ちと教育
1907年7月17日にロンドンで生まれる。父は第31代アメリカ合衆国大統領のハーバート・フーヴァー、母はファーストレディのルー・ヘンリー・フーヴァー、兄はハーバート・フーヴァー・ジュニアである。彼はカリフォルニア州パロアルトで育ち、パルアルト高等学校を卒業した。彼はスタンフォード大学で学士号を取得してハーバード・ビジネス・スクールで修士号のために勉強した後、銀行業界でキャリアを積んだ。

## キャリア
フーヴァーは長年にわたってフーヴァー家を称える財団や使節に奉仕し、スタンフォード大学のフーヴァー研究所を50年間指導した。さらにアイオワ州ウェストブランチにある父の生家を4500ドルで購入し、ハーバート・フーヴァー大統領図書・博物館へと変えた。また鉱山、農業、金融において世界各地で利益をもたらした。

## 私生活
彼はマーガレット・コバリー・フーヴァー（Margaret Coberly Hoover）と結婚し、息子のアンドリュー（Andrew）とアラン・ジュニア（Allan Jr.）、娘のルー・ヘンリー（Lou Henry）をもうけた。彼の孫娘でアンドリューの娘のマーガレット・フーヴァーは政治評論家である。引退後のフーヴァーはサンフランシスコ・ベイエリアとコネチカット州グリニッジを行き来していた。
彼は1993年11月4日にカリフォルニア州ポートラ・バレーで亡くなった。葬儀はアイオワ州ウェストブランチで行われた。